# Plänterwald
Plänterwald, Berlin-Plänterwald – dzielnica (Ortsteil) Berlina w okręgu administracyjnym Treptow-Köpenick. Od 1 października 1920 w granicach miasta.  
W dzielnicy znajduje się przystanek kolejowy Berlin Plänterwald.